# 南太平洋大学
南太平洋大学（みなみたいへいようだいがく、University of the South Pacific）は、オセアニアの12の小規模島嶼国家群が共同で設立した公立大学である。本部及びメインキャンパスであるラウカラ・キャンパスはフィジーの首都スバに置かれているが、法学部はバヌアツの首都ポートビラにあるエマルス・キャンパスに、農学部はサモアの首都アピアにあるアラフア・キャンパスに置かれている。

## 設置の経緯
南太平洋に点在する旧イギリス領諸島諸国は人口が数万人程度しかない小規模国家がほとんどで、経済的にも余裕がなく、単独での高等教育機関設立は不可能であった。そこで1968年に各国政府が共同出資して南太平洋大学が設立された。本部は加盟諸国中最も人口・経済力的に大きな国家であるフィジーの首都スバに置かれることになった。2011年現在、加盟国はクック諸島、フィジー、キリバス、ナウル、ニウエ、サモア、ソロモン諸島、トケラウ諸島、トンガ、ツバル、バヌアツ、それに1991年に加盟したマーシャル諸島の12カ国である。学生数は遠隔地教育や定時制、公開講座を含めれば19000人にのぼる。

## 特徴
南太平洋大学の特徴として、リモート教育の充実があげられる。すべての加盟各国には地域キャンパスと呼ばれる小規模なサテライトキャンパスが置かれ、本校からのオンラインで授業を受けている。開始当初は教材送付やサマースクールの開催などのほか、短波や国際商業電話回線などによる音声での通信教育であったが、老朽化のため1998年に日本・オーストラリア・ニュージーランドの3国共同で援助が実施され、衛星による専用回線の使用とともに映像の送受信機能が付加され、遠隔地教育の質が向上した。2010年には学生の半数以上はオンラインでリモート教育を受けている学生であった。

## 学部
- 人文学・法学･教育学群
  - 教育学部
  - 法学部
  - 言語学・人文学･メディア学部
  - 社会科学部
  - オセアニア芸術･文化･太平洋地域研究センター
- 商学･経済学群
  - 商科大学院
  - 会計学･財政学部
  - 国土管理･開発学部
  - 経済学部
  - 行政学･開発学･国際関係学部
  - 公共管理学部
  - 観光マネジメント学部
  - 農学･食品工学部
- 自然科学･工学･環境学群
  - 地理学･地球科学･環境学部
  - 海洋学部
  - 生物学･化学部
  - 計算科学･情報科学･数学部
  - 工学･物理学部
  - 応用科学研究所

## 地域キャンパス
- クック諸島キャンパス-ラロトンガ島、クック諸島
- ランバサキャンパス-ランバサ、フィジー（バヌアレブ島）
- ラウトカキャンパス-ラウトカ、フィジー（フィジー西部地区）
- キリバスキャンパス-サウス・タラワ、キリバス
- マーシャル諸島キャンパス-マジュロ、マーシャル諸島
- ナウルキャンパス-ナウル
- ニウエキャンパス-アロフィ、ニウエ
- ソロモン諸島キャンパス-ホニアラ、ソロモン諸島
- トンガキャンパス-ヌクアロファ、トンガ
- ツバルキャンパス-フナフティ、ツバル
- トケラウキャンパス